# Anthracalaus brittoni
Anthracalaus brittoni là một loài bọ cánh cứng trong họ Elateridae. Loài này được Calder & von Hayek miêu tả khoa học năm 1992.